# Annali Civili del Regno delle Due Sicilie
Gli Annali Civili del Regno delle Due Sicilie furono una pubblicazione bimestrale del Regno delle Due Sicilie fondata nel 1833.

## Storia
Il ministro Nicola Santangelo promosse la nascita degli Annali Civili del Regno delle Due Sicilie come organo di divulgazione di tutti i progressi e le acquisizioni nei campi della scienze sociali, naturali e umane raggiunti nel Regno delle due Sicilie durante il regno di Ferdinando II.  La direzione fu assunta da Emanuele Taddei, appartenente ai Chierici regolari poveri della Madre di Dio delle scuole pie, fino alla sua morte avvenuta nel 1839. Dopo Taddei gli Annali furono diretti da Raffaele Liberatore.
Durante i moti rivoluzionari del 1848 la pubblicazione del periodico fu sospesa. Riprese le attività nel 1852 e perseguì ufficialmente fino al 1860. 

## Organizzazione
I temi della pubblicazione spaziavano dalla ricerca all’industria, dall'” ingegno” degli abitanti del Regno delle Due Sicilie. La struttura dell'opera è impostata secondo una rigida suddivisione in fascicoli, detti "quaderni", e volumi, chiamati "tomi".
Le condizioni di vendita e la periodicità dell'opera sono indicate sulla copertina posteriore di ciascun fascicolo: «ogni due mesi si pubblicherà un fascicolo degli Annali di dodici o più fogli, nella forma dell’in 4°, con ottima carta e nitidi tipi a doppia colonna di stampa, ove il bisogno lo chieggia saranno aggiunte eleganti tavole litografiche o incise in rame. Il costo è di sei ducati».
Leggendo le pagine introduttive e di presentazione all’opera è il riferimento continuo che vi si fa a quel “principio di cittadinanza”, cioè il sentimento condiviso dai cittadini di esser parte di un preciso e "responsabile" soggetto storico, dotato di personalità e di compiti: il Regno. Un “nome dello stato” che fosse catalizzatore delle istanze dei singoli, nella consapevolezza del dovere generale di farsi carico dei propri destini: questo punto centrale per la comprensione del significato storico, in uno sguardo prospettico sul passato, del Regno delle Due Sicilie.
Negli anni collaborarono alla redazione degli Annali Civili delle Due Sicilie: Gabriele Costa, Melchiorre Delfico, Leopoldo Pilla, Arcangelo Scacchi, Raffaele Liberatore, Cesare Malpica, Teodoro Monticelli, Giuseppe Nicolini, Bernardo Quaranta, Nicola Maria Talli.

## Direttori
- Emanuele Taddei Sch.P.
- Raffaele Liberatore